# Snöarv
Snöarv (Cerastium nigrescens) är en växtart i familjen nejlikväxter.